# Rocket League
Rocket League — динамічна гоночна відеогра в стилі футболу, розроблена і видана компанією Psyonix для PlayStation 4, PlayStation 5, Xbox One, Xbox Series X/S, Nintendo Switch і операційної системи для настільних ПК і ноутбуків Microsoft Windows. Гра вийшла 7 липня 2015 року. Ця гра є продовженням гри 2008 року Supersonic Acrobatic Rocket-Powered Battle-Cars (скорочено SARPBC). Геймплей схожий з грою SARPBC і включає в себе самітний і багатокористувацький (підтримує режим розділеного екрану) режими, є можливість грати локальною мережею, включно з багатоплатформенною грою.

## Ігровий процес
Геймплей гри практично такий самий, як і у SARPBC. Гравці керують машинкою з ракетним двигуном і намагаються забити м'яч, який набагато більше машинок, у ворота, за що отримують бали. Весь процес нагадує футбольну гру, але з елементами гонок на виживання.

## Розробка гри
19 лютого 2014 року компанія Psyonix підтвердила, що буде продовження гри SARPBC, і що нова гра називатиметься Rocket League. Видання IGN прокоментували заяву так: «гра з більш простою назвою, ніж SARPBC».
З лютого 2014 року гра перебувала в стані закритого alpha тестування для PC , пізніше у двох закритих beta тестуваннях для PlayStation 4 з квітня 2015 і травня 2015.
3 червня 2015 року Psyonix оголошує офіційну дату запуску гри для PS4 і PC — 7 липня 2015 року, а ексклюзивну машину Sweet Tooth (із серії Twisted Metal) можна буде відкрити тільки на PS4. Rocket League стала доступна в PSN на PS4 для Північної Америки, Європи та регіонів Океанії.
Музичний альбом до гри Rocket League став доступний 1 липня 2015 року. До нього увійшли оригінальні композиції дизайнера звуку Майка Олта з Psyonix і дві композиції Hollywood Principle.

## Відгуки
Бета-версію гри сприйняли дуже добре, гру оцінили як «захоплива і розважлива» і графіку як «дивовижно деталізована». Після E3 2015, Rocket League отримала безліч номінацій і виграла кілька нагород, а саме PlayStation Universe «Найкраща спортивна гра E3» і GamingTrend «Найкраща багатокористувацька гра E3».
Rocket League отримала загалом позитивні відгуки, з великою кількістю оглядачів, що хвалили мультиплеєр, називали її розважливою, простою і захопливою, а також однією з найкращих конкурентоспроможних ігор останніх років. Дехто наголошував, що прості основні правила гри суперечать справжній глибині гри, яка полягає в розумінні фізики та механіки керування.

### Продажі
11 липня 2015 року Psyonix повідомили, що в грі знаходилося від 120 000 до 124 000 гравців на PlayStation 4 і Windows. А вже 14 липня гру завантажили понад 2 мільйони разів. Через три дні це число подвоюється до 4 мільйонів завантажень.
На кінець липня кількість завантажень перевалило за 5 мільйонів, і 179 000 користувачів онлайн. Psyonix заявили, що швидкий успіх гри Rocket League сильно перевершив їх очікування.
23 вересня 2020 року, гра стала безкоштовною.